# ديفيد مولر (متسابق على الجليد بمزلاجة)
ديفيد مولر (بالألمانية: David Möller)‏ هو متسابق على الجليد بمزلاجة ألماني، ولد في 13 يناير 1982 في زونهبرغ في ألمانيا.

## وصلات خارجية
- الموقع الرسمي
- دايفيد مولر على موقع FIL (الإنجليزية)
- دايفيد مولر على موقع اللجنة الأولمبية الدولية (الإنجليزية)
- دايفيد مولر على موقع أوليمبيديا (الإنجليزية)
- دايفيد مولر على موقع اللجنة الأولمبية الألمانية (الألمانية)